# Metallbrand

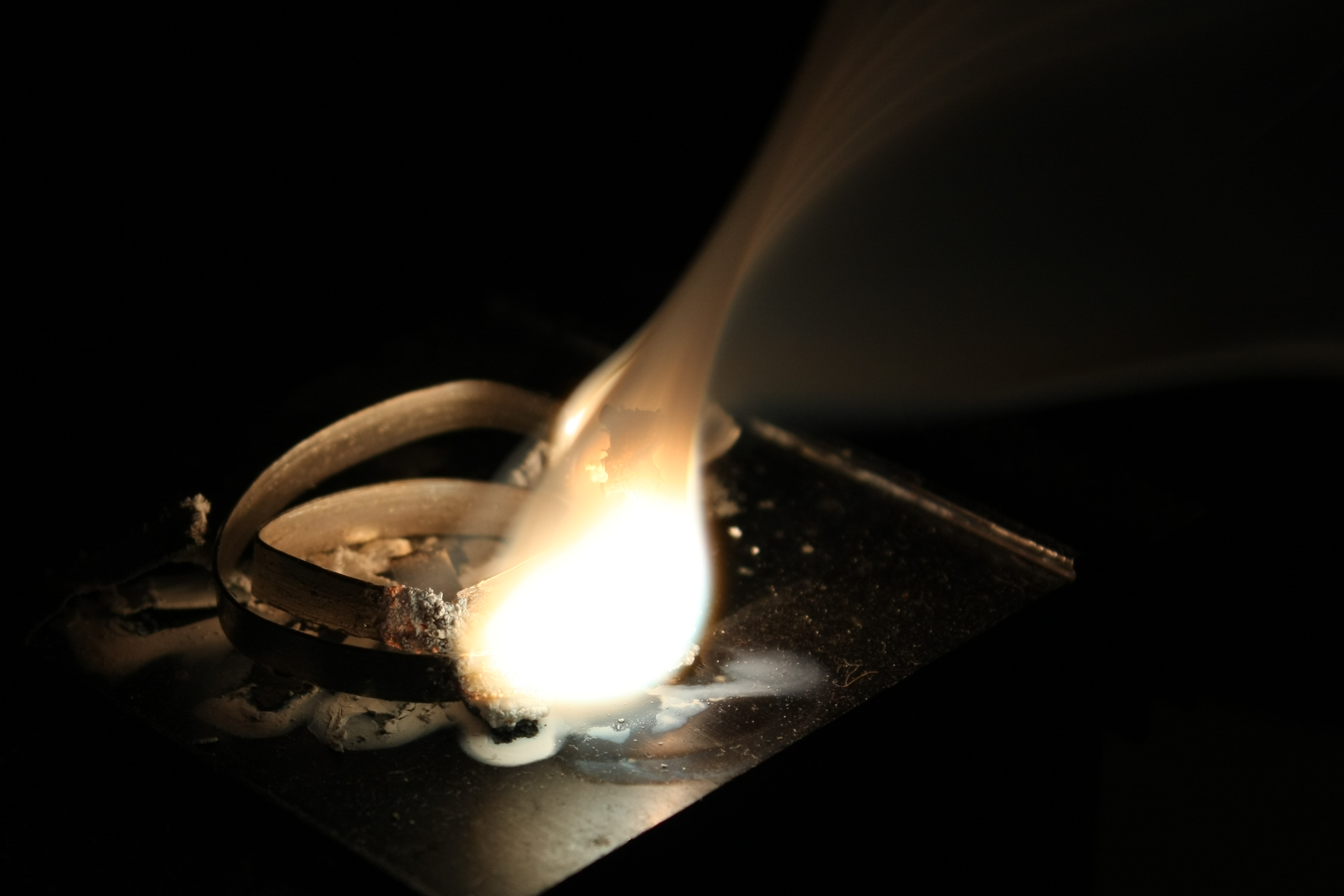
Brennendes Magnesiumband

Unter Metallbrand versteht man das unkontrollierte und Schaden verursachende Verbrennen von Metallen. Bei den auftretenden hohen Temperaturen von über 2000 °C zersetzt sich Wasser in Wasserstoff und Sauerstoff. Infolgedessen besteht die Gefahr von Knallgasexplosionen, weshalb Wasser als Löschmittel nicht verwendet werden darf. Bei Brandtemperaturen von 1500 °C werden schon durch die Wärme rund 0,2 % des Wassers aufgespalten, bis 2000 °C etwa 2 % und bei 2500 °C bereits 9 %. Das bedeutet, je heißer ein Metallbrand ist, desto gefährlicher ist der Einsatz von Wasser. Kohlendioxid ist ebenfalls ungeeignet, da Metalle bei hohen Temperaturen auch in Kohlendioxid brennen. Dabei wird das Kohlendioxid unter Bildung von Metalloxiden reduziert. Die Reaktion hält den Metallbrand aufrecht, ist aber nicht so heftig wie die mit Wasser.
Prinzipiell sind die meisten Metalle brennbar, unter den üblichen atmosphärischen Verhältnissen sind jedoch vor allem Alkali- und Erdalkalimetalle betroffen. Eisen ist in feinverteilter Form wie Stahlwolle oder Eisenpulver brennbar. Feines, nicht phlegmatisiertes Aluminiumpulver ist extrem reaktionsfreudig und entzündet sich bei Luftkontakt explosionsartig von selbst. Wird Aluminiumpulver mit Rost vermischt, kann eine Redoxreaktion gestartet werden, vereinfacht gesagt wird hierbei aus Rost, Eisen und Aluminium Aluminiumoxid. Dieser Thermitbrand ist nicht durch Ersticken zu löschen, der benötigte Sauerstoff (um Aluminium zu oxidieren) wird einfach dem Rost „entrissen“. Gleiches gilt beim Abbrennen von Handfackeln welche Magnesiumpulver verwenden und auch unter Wasser brennen.
Aluminium, Titan und Zirconium brennen auch mit dem Luftsauerstoff unter geeigneten Umständen. Zirconiumbrände entwickeln besonders hohe Temperaturen und gelten als sehr schwer löschbar.
Durch Metallbrände verursachte Verbrennungen führen zu schwer behandelbaren und sehr schlecht heilenden Brandwunden.

## Brandbekämpfung und Löschmittel
Die Feuerwehr bekämpft solche Brände durch Ersticken. Steht Metallbrand-Löschpulver (D-Pulver) nicht zur Verfügung, ist die Brandbekämpfung mit trockenem Sand, Zementpulver oder Natriumchlorid (Speise-, Streu- oder Viehsalz) effektiv, die über dem Brandgut schmelzen und damit einen luftdichten Belag bilden, der das Feuer erstickt. Metallbrand-Löschpulver besteht aus Salz (Alkali- oder Erdalkalichloride; meistens Natrium-, seltener Bariumchlorid) mit Zusätzen. Magnesiumbrände können auch durch Abdecken mit Graugusspulver oder -spänen gelöscht werden.
Metallbrände sind der Brandklasse D zugeordnet.